# 日本自動車大学校 袖ケ浦校
日本自動車大学校 袖ケ浦校（にほんじどうしゃだいがっこう そでがうらこう、英語表記：Nihon Automobele College Sodegaura）は、千葉県袖ケ浦市にある自動車関連の私立専修学校。
2020年12月に学校法人 日栄学園と合併。2021年4月に旧校名=千葉県自動車整備専門学校から校名変更した。
設置者は、学校法人日栄学園。

## 概説
1988年、千葉県自動車整備商工組合を母体として設立された学校。自動車整備業界へ優秀なメカニックを輩出するために業界の要望を受けて開校した。
国家2級自動車整備士を養成する2年制、自動車車体整備士を養成する3年制(2年＋1年)の2学科を設置している
メーカーにこだわらず、あらゆるメーカーの自動車に対応するべく様々な実習車両を使用した実習作業を展開しており、卒業生の就職先企業は、自動車ディーラー各社を始めとして自動車専業工場、自家整備工場、自動車板金塗装工場、カー用品店、2輪整備工場、損害保険株式会社、カーレース関係など多岐に渡る。

## 建学の精神(人格形成・人間教育)
自動車産業界の一翼を担う若き優秀な人材を育成し、日本の自動車産業界発展に貢献、さらには世界でも通じる技術と能力を養い、若者の夢を叶え、そして育むことを掲げている。
- 校訓：健康・実践・向上
- 教育目標
  - 一、企業幹部人材の育成
  - 二、高度な技術力の養成
  - 三、企業ニーズへの対応
  - 四、自動車整備教育水準の向上
  - 五、国際性の涵養

## 沿革
- 1987年 - 千葉県自動車整備商工組合が千葉県に専門学校設置計画書提出。
- 1988年 - 千葉県の自動車整備業界の要望を受け、自動車整備学校として設立認可を得る。設置者は学校法人日整学園。千葉県自動車産業技術専門学校（2級自動車整備科）第1期生入学。養成施設として指定され、2級ガソリン自動車整備士及び2級ジーゼル自動車整備士の受験資格及び実技試験免除の認可を受ける。
- 1991年 - 実習専用棟の2号館を新設。
- 1992年 - 2輪自動車整備教育をカリキュラムに取り入れ、2級二輪自動車整備士の受験資格及び実技免除の認可を得る。
- 1993年 - 2年次の研修旅行先を沖縄からオーストラリアに変更。
- 1995年 - 文部科学省（旧文部省）より工業専門課程「専門士」の称号が付与される。
- 1997年 - 開校10周年を迎える。隣接する敷地を取得し、実習専用棟の3号館を新設。
- 1999年 - 2年次の研修旅行先をオーストラリアからハワイに変更。
- 2001年 - 第2キャンパス用地を取得。
- 2002年 - 学科教室、実習場、板金塗装用施設を備えた5号館を新設。
- 2003年 - 千葉県自動車整備専門学校に校名変更。新学科開設（1級自動車修士科、オートボディ研究科）
- 2004年 - 自動車部が第24回ホンダエコノパワー燃費競技全国大会で大学・短大・高専・専門学校クラス第1位、2位を独占。科名変更（1級自動車修士科⇒1級自動車整備科、オートボディ研究科⇒自動車車体整備専攻科）。
- 2005年 - 第2キャンパスに学科教室、実習場、ソーラー設備を備えた6号館を新設。シャシダイナモメータ、4輪アライメントテスタを導入。科名変更（自動車車体整備専攻科⇒自動車車体整備科）
- 2006年 - 千葉県自動車総合大学校に校名変更。スクールバス運行開始。（JR長浦駅⇔学校間）。バスケットボール部が南関東代表として第11回全国専門学校バスケットボール大会（開催地：東京）に出場。
- 2007年 - 専門学校 千葉県自動車総合大学校に校名変更。実習車両フェアレディZ、フォルツァ、マジェスティ、スカイウェーブ、アドレスVを導入。
- 2008年 - 自動車部が第28回ホンダエコノパワー燃費競技全国大会で大学・短大・高専・専門学校クラスで第2位を獲得。バスケットボール部が南関東代表として第13回全国専門学校バスケットボール大会（開催地：北海道）に出場。
- 2009年 - 1級自動車整備科学生が製作、ドライビングをした電気自動車が日本EVフェスティバル2009・コンバートEVレースで初優勝。自動車部が第29回ホンダエコノパワー燃費競技全国大会で大学・短大・高専・専門学校クラスで第3位を獲得。
- 2010年 - 1級自動車整備科学生が製作、ドライビングをした電気自動車がエキサイティング・ゴーゴーEVレースで初優勝、全日本袖ヶ浦EV50kmレース大会で改造車クラス優勝。同大会に新規実習教材の三菱i-MiEVも出場し4位。
- 2011年 - 自動車部が第3回HONDAエコマイレッジ・チャレンジもてぎ大会で大学・短大・高専・専門学校クラス優勝。
- 2012年 - 1級自動車整備科学生が製作、ドライビングをした電気自動車がエキサイティング・ゴーゴーEVレースでスプリントレース優勝。全日本袖ヶ浦EV50kmレース大会で改造車クラス3位。JAPAN EV FESTIVALでは2位。自動車部が富士チャンピオンレース AE111クラスにおいてシリーズチャンピオンを獲得。
- 2013年 - トヨタレビンをベースとしたコンバートEV「ENERGY CATS-I」デビュー。エキサイティング・ゴーゴーEVレースでスプリントレース、耐久レースともに優勝。自動車部がGAZOO Racing 86/BRZレース全7戦にフル参戦。
- 2014年 - 自動車部がGAZOO Racing 86/BRZレース Rd.4富士において決勝7位入賞。アマチュア最高位のベストパフォーマンス賞を受賞。
- 2015年 - 実習教材の充実を図るため、[いすゞ エルフ][日産 アトラス][マツダ デミオ][ホンダ グレイス]を新規導入。また、高度な故障診断技術習得のため、外部診断機[Gスキャン2][BOSCH KTS540]を新規導入。自動車部がGAZOO Racing 86/BRZレース プロフェッショナルシリーズにスポット参戦。
- 2016年 - 野球部が千葉県専門学校野球 春季大に 優勝し、関東大会に出場。全国専門学校軟式野球選手権大会 千葉県大会に優勝し、全国大会に出場。3位入賞を果たす。自動車部がGAZOO Racing 86/BRZレース プロフェッショナルシリーズ Rd.6において決勝4位入賞。
- 2017年 - 1級自動車整備科が製作した電気自動車が全日本 筑波EV55kmレース大会に出場。同じくJAPAN EV FESTIVAL 2017に出場し、鉛電池クラス優勝。野球部が葉県専門学校軟式野球 春季大会。及び千葉県専門学校軟式野球選手権大会に出場。自動車部がGOODYEAR Vitz&86/BRZ Dream Cupに出場し、4位入賞。1級自動車整備科(4年制)の募集を停止。2級自動車整備科(2年制)から同じ設立母体の千葉県自動車大学校 1級自動車研究科へ進級(編入学)できる提携を結んだ。
- 2018年 - 自動車部がGOODYEAR Vitz&86/BRZ Dream Cupに出場し、4位入賞。
- 2019年 - 千葉県自動車整備専門学校に校名変更。実習教材の充実を図るため、[日産 リーフ][トヨタ カローラアクシオ]を新規導入。[いすゞ エルフ]を追加。また、高度な故障診断技術習得のため、外部診断機[Gスキャン2] を追加した。
- 2020年 - 学校法人日栄学園 日本自動車大学校〔NATS〕と姉妹校提携を結び、NATSの上級コース〔カスタマイズ科/モータースポーツ科/自動車研究科〕での進級が可能となる。12月8日に学校法人 日栄学園と合併。
- 2021年 - 4月1日付けで校名を日本自動車大学校 袖ケ浦校に変更。

## 設置学科
- 2級自動車整備科（2年制課程）国家資格である「2級ガソリン自動車整備士」、「2級ジーゼル自動車整備士」、及び「2級2輪自動車整備士」資格の取得を目標とする。
  - 2輪整備教育については幅広い車種を用いた実習授業が展開される。
  - 2級整備士＋＠の資格やスキルの希望者は2級自動車整備科から姉妹校の日本自動車大学校の「自動車研究科」「カスタマイズ科」「モータースポーツ科」へ進級(編入学)できる。
  - 国土交通省関東運輸局千葉運輸支局袖ヶ浦検査登録事務所に隣接しており、実際に公道を走行している車両を用いて車検整備を行い、検査ラインで検査を受ける「検査実習」を行っている。
- 自動車車体整備科（3年制課程（2級自動車整備課程2年＋自動車車体整備課程1年））
  - 国家資格の「自動車車体整備士」資格の取得を目標とする。
  - 専用実習場には、コンピュータ車体計測器やフレーム修正機、プッシュプル式の塗装ブースなど板金・塗装技術の習得のための設備がある。
  - 自動車の骨格の仕組みを熟知するためにモノコックフレームを完全に分解するなど板金塗装実務のた技術の習得取り組んでいる。

## NATS成田校の設置学科
自動車整備科
「国家2級自動車整備士」資格取得を目的とする。分解・整備・点検・組付け実施後には学校内のテストコースにて完成検査のテストランを行う。
カスタマイズ科
車両デザイン・設計製作・板金塗装・改造申請などボディワーク全般を修得し、1年間でカスタムカーを製作する。製作した車両は東京オートサロンへ出展し、ナンバーを取得してテストランキャラバンを行う。
モータースポーツ科
競技車両の開発・製作やマシンセッティング技術・レース運営・チームマネジメント能力を修得する。フォーミュラ4（F4）シリーズ参戦や全日本EV選手権など、実際にレース活動を行う。2013年からは独自シャシーとして「NATS001」を開発し、同校講師でもある金井亮忠（2010年のF4東日本シリーズチャンピオン）をドライバーにF4に参戦している。
自動車研究科
「1級自動車整備士コース」「3D-CAD設計製造コース」「マネージメントコース」を設置し、将来の目的に合わせて学ぶことが出来る。
1級自動車整備士コース「国家1級小型自動車整備士」資格取得を目的とする。
3D-CAD設計製造コース3D-CADシステム「CATIA」や3Dソフト「Think Design」を使い設計手法を修得する。
マネージメントコース独立開業や経営継承を目標とし経営・販売・営業・プレゼンテーション能力を修得する。

## 所在地等
- 所在地：千葉県袖ケ浦市長浦580-258